# Rewrite engine
Rewrite engine (česky přepisovací engine) je modul (volitelná část, která se spustí po překompilování nebo změně nastavení) webovém serveru, který umožňuje:
- vyhodnocovat cílová URL, vyžadovaná na daném webserveru, a
- přesměrovávat požadavky serveru
- zasílat třímístný tzv. HTTP Status Code serveru (např. 200 – OK, 404 – Not Found,…[1])
- zamezit nebo naopak povolit přístup z definovaných adres a vytvářet tato pravidla pro různé soubory, skupiny souborů nebo adresáře

a případně další
Jednodušší přepisovací enginy některé z těchto pokročilých funkcí nemají, ale vždy by měly být schopny alespoň přesměrovávat požadavky, které dorazí na server. Naopak složitější přepisovací enginy nabízejí další možnosti (vnitřní proměnné serveru, časové údaje) a testování, zda příchozí požadavek patří mezi URL dané podmínkou, probíhá pomocí regulárních výrazů.
Přepisovací engine většinou pracuje podle obsahu speciálního souboru, který může být umístěn v každém adresáři na webserveru (většinou se nazývá .htaccess). Tento soubor (skript) může obsahovat:
- podmínky pro výběr požadované adresy
- pravidla pro požadavky, které splňují podmínku
- direktivy, popř. další prvky skriptu

Typickými aplikacemi použití přepisovacích enginů jsou tzv. clear url (user-friendly url, fancy url, „uživatelsky přívětivé url“ pro podporu SEO), vlastní zpracování chybových HTTP kódů nebo vyřízení trvalého přesměrování stránek (bez nutnosti existence jejich obsahu).

## Některé přepisovací enginy
Apache HTTP Server od Apache Software Foundation
- mod_rewrite, mod_rewrite pravděpodobně celosvětově nejpoužívanější přepisovací engine.
- mod_alias jednodušší modul pro manipulaci a kontrolu nad požadavky, které dorazí na server.

Internet Information Server (IIS) od Microsoftu
- IIS Mod-Rewrite od Micronovae
- IISRewrite od Qwerksoft
- ISAPI_Rewrite od isapirewrite.com
- URL Replacer od Motobit
- Ionic's ISAPI Rewrite Filter (IIRF) (open source) od Ionic Shade.

HttpModule pro Microsoft ASP.NET
- UrlRewriter.NET Free, open-source package. Supports .NET 1.1 and 2.0.
- URLRewriting.NET, free and open source supports, ASP.NET 2.0
- VirtualUrl.NET for ASP.NET 2 Professional URL rewriting package.

Java 2 Platform, Enterprise Edition (J2EE) tzv. servery servlet contejnerů (jako Apache Tomcat, Resin, Orion atd):
- HttpRedirectFilter  (open source)
- UrlRewriteFilter (open source – BSD) – umožňuje přepsat URL předtím než se dostanou k serveru